# بوينان
بْوِينَان هي إحدى بلديات ولاية البليدة عاصمة دائرة بوينان.

## الموقع الجغرافي
تقع بلدية بوينان في شمال البلاد بسهل متيجة على بعد 35 كلم جنوب غرب الجزائر العاصمة وبمسافة 18 كلم شرقا عن مقر ولاية البليدة، وهي تتربع على مساحة قدرها 7309 هكتار، 60 بالمئة منها بالمناطق الجبلية أي ما يعادل 4385 هكتار، والباقي 40 بالمئة بالمنطقة السهلية أي 2924 هكتار. يتراوح ارتفاعها عن سطح البحر ما بين 70 م و1085 م في الجنوب، ويشبه مناخها مناخ البحر الأبيض المتوسط، فصل بارد رطب، وفصل شبه جاف وحار، كما أن نسبة تساقط الأمطار فيها متوسطة. يحد بلدية بوينان من الجهة الشرقية بلدية الشبلي، ومن الجهة الغربية بلدية الصومعة، ومن الجهة الشمالية كل من بلديتي بوفاريك والشبلي، أما من الناحية الجنوبية فبلديتي حمام ملوان والشريعة وكذلك جبال الأطلس البليدي. الإحصاء العام للسكن والسكان في سنة: 2008

## الوديان
يتضمن إقليم هذه البلدية العديد من الوديان منها:
- وادي الحراش

## التاريخ
أصل التسمية: وهناك روايتان حول تسمية مدينة بوينان:
الأولى: من بين سكان المنطقة شخصية مشهورة وبارزة من ناحية وادي الحد، يقال بأنه كان من وجهاء المنطقة ويعرف لدى عامة الناس بـ: بوعينان، وهي كنية تطلق عليه لجحوظ عينيه.
و من ذلك العهد أي قبل الاحتلال الفرنسي، بدأت تنتشر هذه التسمية حتى اشتهرت بها هذه المنطقة ككل، ونظرا لذلك حافظة عليها السلطات الفرنسية كتسمية رسمية للبلدية.
الثانية: عندما احتل الجيش الفرنسي أراضي البلدية في السنوات الأولى وبالخصوص عند مجيء المعمرين الإسبان، الذين وجدوا أراضيها خصبة للغاية وصالحة لكل الزراعات اندهشوا وأخذوا يرددون كلمة (بوينو) bueno وهي كلمة إسبانية معناها جيد ومليح، ومنها اتخذت المدينة اسما لها.
و الأرجح هي الرواية الأولى، فقد كان سكان المنطقة ومنذ القدم إلى اليوم ينطقونها bouinan (بتسكين الباء وكسر الواو وفتح النون)، أما الفرنسيون وغيرهم من المعمرين فكانوا ينطقونها (بوينو) أي بتسكين الباء وكسر الواو وضم النون bouino.

### الإدارة
لم يكن في هذه المنطقة أية إدارة بالمفهوم المعاصر لهذه الكلمة، التي تشمل التنظيم والتسيير والتجهيز، فكل ما هنالك تجمعات سكانية متفرقة هنا وهناك، تسمى دواوير (جمع دوار) أو مداشر (جمع دشرة) تقترب وتبتعد عن بعضها البعض في الموقع الجغرافي حسب الرابطة التي تجمع بين أفرادها، وهي صلة القرابة والنسب والدم، ويخضعون في شؤونهم العامة الدينية والدنيوية في كل الأحيان إلى كبير الدار أو الدشرة أو العرش.

### العروش
وكانت المنطقة مقسمة إلى عرشين كبيرين هما عرش بني خليل غربا وعرش بني ميصرة شرقا ويفصل بينهما واد يسمى لحد الآن بـ: واد الحد، وهذا التقسيم فرض على أرض الواقع إبان الاحتلال الفرنسي على خلفية فرق تسد. عرش بني خليل: يمتد هذا العرش من ناحية الشمال إلى عمق سهول متيجة، ومن ناحية الجنوب إلى حدود بلدية الشريعة حاليا، ومن جهة الشرق إلى واد الحد، ومن جهة الغرب إلى وادي بوشمالة أي الحدود مع بلدية الصومعة. ويحتوي هذا العرش على عدة فرق ومداشر مازالت معروفة بأسمائها إلى غاية اليوم، وهي: فرقة بني قينع: وتضم هذه الفرقة المداشر التالية: دشرة بني قينع الوساطة، دشرة الشعابنية، دشرة الحمادية، دشرة تاورقة، دشرة سيدي المهدي، دشرة بايي
فرقة عمروصة وتضم: دشرة عمروصة السفلى (التحتانية)، دشرة جيار، دشرة المحلة، دشرة عمروصة العليا (الفوقانية)، دشرة العواشرية، دشرة الكوانية، دشرة اولاد بلكاس
فرقة تفاحة وتضم: دشرة مركز تفاحة، دشرة شتوان، دشرة الزرامنية، دشرة الرابطة، دشرة العوايشية، دشرة بوزيري، دشرة تاقرسيفت، محتشد تافرنت
فرقة بوعينان وتضم: دشرة وادي الحد (الزرارقة)، دشرة اولاد القايد، مدينة بوعينان المركز، دشرة ملاحة، دشرة معصومة، حي الشريعة، دشرة العزاويل.
عرش بني ميصرة: يمتد إلى سهول متيجة شمالا، وجنوبا إلى حدود بلدية حمام ملوان، وشرقا إلى حدود بلدية الشبلي، وغربا إلى حدود وادي الحد، اما العرش في حد ذاته فيتوغل داخل البلديات الأخرى المجاورة كـ: بوقرة وحمام ملوان إلى غاية تابلاط التابعة لولاية المدية. ونميز في هذا العرش الفرق والمداشر التالية: فرقة الصد البحري: وتضم دشرة تيرومانين، دشرة بوطبال، دشرة تالة سليمان (المجاريب)، دشرة القوايزية، دشرة سيدي سرحان. فرقة شعاب الطكوك:
و تضم دشرة شعاب الطكوك، دشرة الرمالي، دشرة غيل ومال، دشرة العيون، دشرة بوكاية، دشرة العزازنية.
فرقة الصفصاف: وتضم دشرة الصفصاف، دشرة الزهايرية، دشرة الفارحية، دشرة المناصرية، دشرة الحساينية.
فرقة تباينت: وتضم دشرة تباينت، دشرة تزغوين، دشرة تاغزولت، دشرة الشعاوية، دشرة تاليلات، دشرة بوحمار، دشرة خروبن.
مداشر أخرى مجاورة: ى دشرة حوالة ودشرة العش.
و بمجرد احتلال أراضي البلدية وتوافد المعمرين عليها، حتى تكون بها فرعا اداريا، وذلك تبعا للمرسوم المؤرخ في: 17 جانفي 1866 م المتضمن إنشاء فرع بوعينان، وعلى إثر ذلك الحقت إداريا ببلدية بوفاريك – التي تأسست بموجب المرسوم المؤرخ في: 21 نوفمبر 1851م، وبذلك أصبحت فرع بوعينان بلدية بوفاريك دائرة الجزائر ولاية الجزائر، وعين على رأسها نائب خاص يسمى: لوبوف، وكان يعاون هذا النائب شيوخ الجماعة، أو ما يعرف عند الأهالي بـ: شيوخ الفرقة والقياد.

## تأســـيـــس البـلــــديــة
تأسست رسميا بلدية بوينان كبلدية تامة النشاط بموجب المرسوم المؤرخ في: 18 سبتمبر 1883م، وفي شهر ديسمبر من نفس السنة أي 1883م نظمت أول انتخابات بلدية من طرف السلطات الاستعمارية ومن نتائجها انتخب السيد: فيكتور بوتماي رئيسا لها، وهو من مواليد بلدة لا شارونت في: 16 جانفي 1830م وقد توفي ببوعينان في: 25 أوت 1900م، ويعد أول رئيس بلدية يتقلد هذه المهام في تاريخ البلدية، وكان ذلك يوم: 10 جانفي 1884م. وكان المجلس البلدي آنذاك يتكون من 13 عضو، 10 أعضاء فرنسيين من بينهم رئيس البلدية ونائبه يكونان المكتب التنفيذي،
و 3 أعضاء من الأهالي باعتبارهم شيوخ الجماعة المختارين على رأس الفرق المكونة لأهالي البلدية في ذلك الوقت.
السلـم الإداري منذ تأسيسها كبلدية وهي حسب السلم الإداري بلدية بوينان دائرة الجزائر ولاية الجزائر، حتى أصبحت بلدية البليدة – التي تأسست في: 31 جانفي 1848م – دائرة بموجب المرسوم المؤرخ في: 14 جانفي 1944م، فصارت بلدية بوعينان دائرة البليدة ولاية الجزائر. وبقيت كذلك إلى غاية الاستقلال وصدور المرسوم رقم: 74/69 المؤرخ في: 02 جويلية 1974م المتعلق بإعادة الإصلاح الإقليمي للولايات حيث أصبحت بموجبه دائرة البليدة ولاية، وصارت بلدية بوعينان دائرة بوفاريك ولاية البليدة. وقد أعلنت مقرا للدائرة بموجب المرسوم التنفيذي رقم: 92/66 المؤرخ في: 12 فبراير 1992م المعدل للمرسوم التنفيذي رقم 91/306 المؤرخ في: 24 أوت 1991م الذي يحدد قائمة البلديات التي ينشطها كل رئيس دائرة، وبذلك صارت بلدية بوعينان، دائرة بوعينان، ولاية البليدة.